# نورمان فيني
نورمان فيني هو سياسي كندي، ولد في 7 أغسطس 1850، وتوفي في 1919. حزبياً، نشط في الحزب الليبرالي في نوفا سكوشا ‏. وقد انتخب عضو مجلس نواب نوفا سكوتيا.